# Saaremaa
För andra betydelser, se Saaremaa (olika betydelser).
Artikeln behandlar det administrativa landskapet i Estland. För ön som givit namn åt landskapet, se det svenska namnet Ösel.
Saaremaa (svenska: Ösel, estniska: Saare maakond, Saaremaa) är ett landskap i Estland med en yta på 2 922 km² och 34 723 invånare (år 2009). Det omfattar hela ön Ösel (estniska: Saaremaa) och ett antal närliggande öar, däribland Moon (Muhu) och Runö (Ruhnu). Huvudort och enda stad är Kuressaare.

## Kommuner

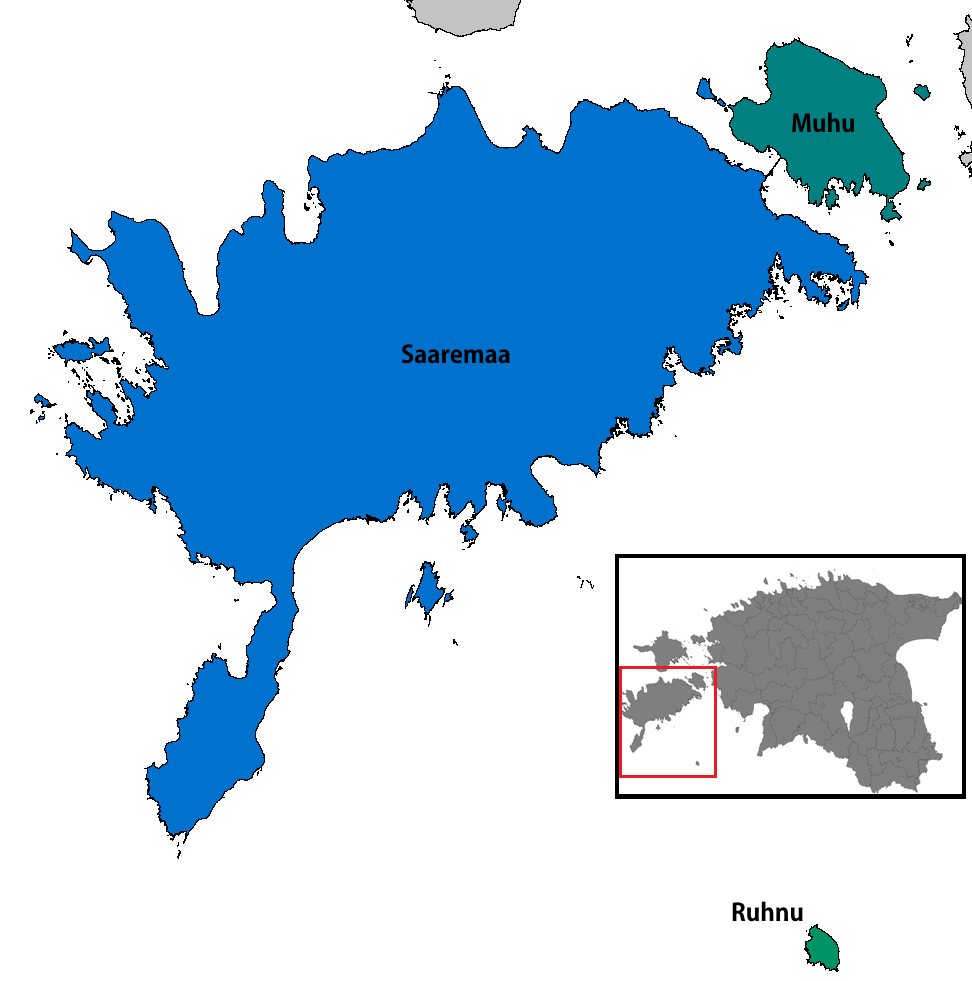
Kommuner i Saaremaa.

Landskapet Saaremaa är sedan 2017 indelat i tre kommuner:
1. Moons kommun
2. Runö kommun
3. Ösels kommun (inkluderar staden Kuressaare)

## Administrativ historik
- År 1999 uppgick Kuressaare kommun i Kaarma kommun.
- År 2014 bildades Lääne-Saare kommun genom en sammanslagning av de tre kommunerna Kaarma, Kärla och Lümanda.
- År 2017 bildades Ösels kommun genom en sammanslagning av samtliga kommuner på ön Ösel.

### Tidigare kommuner
Tidigare fanns följande 17 kommuner i landskapet: 

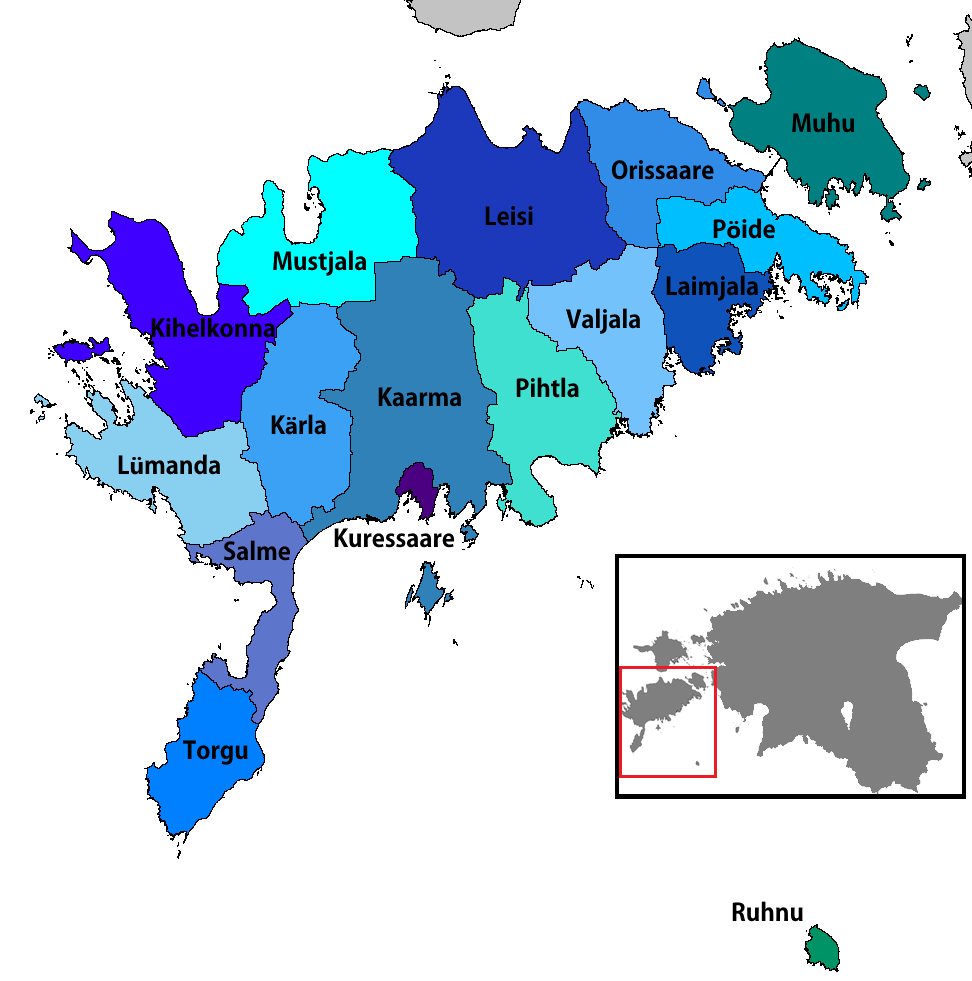
Kommunindelningen i Saaremaa 1999-2014.

#### Stadskommun
- 1 Kuressaare stad

#### Landskommuner
- 2 Kaarma kommun
- 3 Kihelkonna kommun
- 4 Kuressaare kommun
- 5 Kärla kommun
- 6 Laimjala kommun
- 7 Leisi kommun
- 8 Lümanda kommun
- 9 Moons kommun
- 10 Mustjala kommun
- 11 Orissaare kommun
- 12 Pihtla kommun
- 13 Pöide kommun
- 14 Runö kommun
- 15 Salme kommun
- 16 Torgu kommun
- 17 Valjala kommun

## Orter
I Saaremaa finns en stad (estniska: linn), nio småköpingar (alevik) samt 490 byar (küla).
Stad:
- 1 Kuressaare

Småköpingar:
- 1 Aste
- 2 Kihelkonna
- 3 Kudjape
- 4 Kärla
- 5 Leisi
- 6 Nasva
- 7 Orissaare
- 8 Salme
- 9 Valjala

## Öar i Saaremaa
- Ösel (Saaremaa)
- Runö (Ruhnu)
- Moon (Muhu)
- Abrö (Abruka)
- Vilsandi (Filsand)

## Befolkning
Den totala befolkningen i Saaremaa uppgick till 34 729 invånare 2009. Ösel tillhör Estlands lantligaste områden, med endast en stad, Kuressaare, med 14 706 invånare. Huvuddelen av Öselborna bor i småorter eller byar.  
Av landskapets befolkning definierar sig 98,3 % som estnisktalande och 1,0 % som rysktalande.
Omkring en tredjedel av befolkningen definierar sig som tillhörande en religion, varav de flesta är lutheraner (22,8 % av hela befolkningen), men även den rysk-ortodoxa kyrkan (7,4 %) är utbredd.  Bland de återstående trosinriktningarna är baptismen störst, med 1,5 % av invånarna.
Arbetslösheten uppgick 2009 till omkring 7 %.

## Historia
Landskapet bildades i samband med Estlands självständighet 1990-1991. Det ersatte då det tidigare Kingissepadistriktet, bildat 1959 i Estniska SSR, som i sin tur ersatte ett tidigare landskap, som existerade under den första estniska republiken 1918-1941.
Landskapets befolkning sjönk med omkring 30 % till följd av andra världskriget, då många estländare dog i kriget, deporterades eller flydde ön. Under denna tid flydde större delen av den estlandssvenska minoriteten i de estniska kustområdena till Sverige. Under sovjettiden fram till 1991 var området till stor del militärt skyddsområde och krävde särskilt tillstånd från myndigheterna för att besökas. Av dessa anledningar är ön relativt glesbefolkad idag, med många orörda naturområden vid kusten däribland Vilsandi nationalpark.